# Costa de Graham

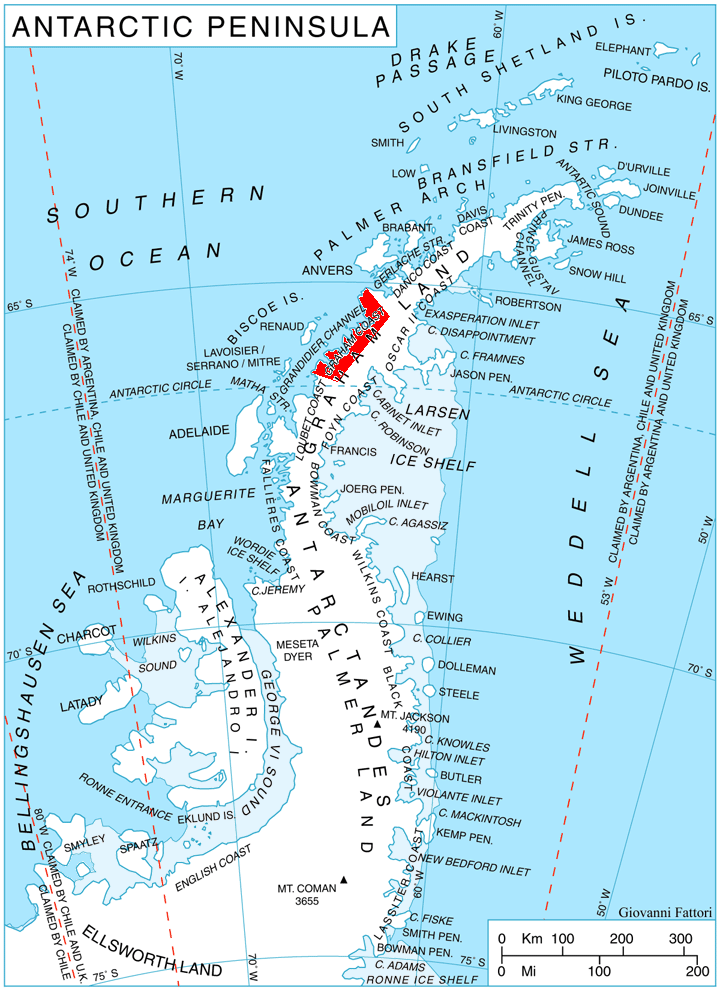
Localização da Costa de Graham na Península Antártica.

A Costa de Graham (65° 45′ S, 64° 00′ O) é a porção oeste da costa da Terra de Graham, na Península Antártica, que se estende por 172 km entre o Cabo Bellue, a sudoeste, e o Cabo Renard, a nordeste. Ao sul desta costa, encontra-se a Costa de Loubet; e a norte dela, a Costa de Danco.
A costa recebeu esse nome em homenagem ao Sir James Graham, Primeiro Senhor do Almirantado durante as explorações iniciais da região por John Biscoe.

## Mapas
- British Antarctic Territory. Escala 1:200000, topográfico. Série DOS 610, folha W 65 64.  Directorate of Overseas Surveys, Tolworth, UK, 1971.
- British Antarctic Territory. Escala 1:200000, topográfico. Série DOS 610, folha W 65 62.  Directorate of Overseas Surveys, Tolworth, UK, 1976.
- British Antarctic Territory. Escala 1:200000, topográfico. Série DOS 610, folha W 66 64.  Directorate of Overseas Surveys, Tolworth, UK, 1976.